# Мореруела-де-лос-Інфансонес
Мореруела-де-лос-Інфансонес (ісп. Moreruela de los Infanzones) — муніципалітет в Іспанії, у складі автономної спільноти Кастилія-і-Леон, у провінції Самора. Населення — 400 осіб (2010).
Муніципалітет розташований на відстані близько 220 км на північний захід від Мадрида, 14 км на північ від Самори.

## Демографія
Динаміка населення (INE ):